# Amphilochoides spencebatei
Amphilochoides spencebatei är en kräftdjursart som först beskrevs av Stebbing 1876.  Amphilochoides spencebatei ingår i släktet Amphilochoides och familjen Amphilochidae. Inga underarter finns listade i Catalogue of Life.